# Ralph Hungerford

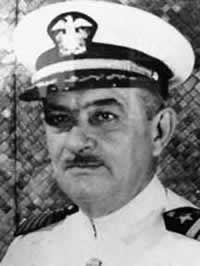
Ralph Hungerford

Ralph Waldo Hungerford (* 21. April 1896 in Windsor, Broome County, New York; † 20. Februar 1977 in Abington, Pennsylvania) war ein US-amerikanischer Marineoffizier. Im Jahr 1945 war er Militärgouverneur von Amerikanisch-Samoa.

## Werdegang
Ralph Hungerford wurde in New York geboren und wuchs in Rhode Island auf. Dort hatte er auch seinen ersten Wohnsitz. 1919 absolvierte er die United States Naval Academy in Annapolis (Maryland). In den folgenden Jahren diente er als Offizier in der United States Navy, in der er im Lauf der Zeit bis zum Captain aufsteigen sollte. Während des Zweiten Weltkrieges war er im Jahr 1941 Mitglied im Stab des Marinekommandeurs zur Verteidigung der Ostküste. Dabei war er für die U-Boot-Abwehr zuständig.
Am 27. Januar 1945 wurde Hungerford als Nachfolger von Allen Hobbs zum neuen Gouverneur von Amerikanisch-Samoa ernannt. Dieses Amt bekleidete er bis zum 3. September desselben Jahres. Sein Hauptinteresse galt der Wiederherstellung der durch den Zweiten Weltkrieg vernachlässigten einheimischen Industrien. Das beinhaltete auch die Reduzierung der Arbeitslosenquote. Gleichzeitig sorgte Hungerford dafür, dass die während des Krieges geschlossenen Schulen wieder eröffnet wurden. Dabei arbeitete er mit der einheimischen Bevölkerung zusammen.
Über Hungerfords Lebenslauf nach seiner Zeit als Gouverneur ist nichts überliefert. Er starb am 20. Februar 1977 in Abington.
| Personendaten    | Personendaten                                |
| ---------------- | -------------------------------------------- |
| NAME             | Hungerford, Ralph                            |
| ALTERNATIVNAMEN  | Hungerford, Ralph Waldo (vollständiger Name) |
| KURZBESCHREIBUNG | US-amerikanischer Marineoffizier             |
| GEBURTSDATUM     | 21. April 1896                               |
| GEBURTSORT       | Windsor, New York                            |
| STERBEDATUM      | 20. Februar 1977                             |
| STERBEORT        | Abington, Pennsylvania                       |